# I. Sattuara
I. Sattuara (hurri Šattuara) Mitanni királya az i. e. 13. század első felében. Ismeretlen a származása, ismeretlen körülmények között, ismeretlen időpontban lépett trónra. Míg elődje, Sattivaza a hettiták támogatásával Asszíria ellenében jutott trónra, addig Sattuara neve már I. Adad-nirári dokumentumaiban tűnik fel, mint Hanigalbat vazallus uralkodója. A felirat Sattuara lázadásáról és behódolásáról szól. Talán még az I. Sulmánu-asarídu idején kitört hurri lázadásokban is szerepe volt, bár az ott említett Sattuarát általában II. Sattuara néven tárgyalják, és I. Sattuara unokájának, vagy unokaöccsének tartják.
Szuppiluliumasz és Arnuvandasz halála után a hettiták Anatólia nyugati vidékein hadakoztak, Szíriában és Nyugat-Mezopotámiában visszaszorultak, miközben a középasszír kor agilis uralkodói sorra hódították meg a környező területeket.
Sattuarát fia, Vaszasatta követte a trónon.